# Ishania tinga
Ishania tinga là một loài nhện trong họ Zodariidae.
Loài này thuộc chi Ishania. Ishania tinga được Frederick Octavius Pickard-Cambridge miêu tả năm 1899.